# Skönsmons distrikt
Skönsmons distrikt är ett distrikt i Sundsvalls kommun och Västernorrlands län. Distriktet omfattar de sydöstra delarna av tätorten Sundsvall (stadsdelsområdet Skönsmon och större delen av Industriområde Skönsmon), bostadsområdet Fläsian, den östra delen av Södra Stadsberget samt en del av Sundsvallsfjärden, inklusive Tjuvholmen.

## Tidigare administrativ tillhörighet
Distriktet inrättades 2016 och utgörs av en del av området som utgjorde Sundsvalls stad före 1971, den del som före 1948 utgjort Skönsmons municipalsamhälle i Sköns socken (landskommun).
Området motsvarar den omfattning Skönsmons församling hade vid årsskiftet 1999/2000.

## Tätorter och småorter
I Skönsmons distrikt finns en tätort men inga småorter.

### Tätorter
- Sundsvall (del av)